# Guntown
Guntown é uma cidade  localizada no estado americano de Mississippi, no Condado de Lee.

## Demografia
Segundo o censo americano de 2000, a sua população era de 1183 habitantes.
Em 2006, foi estimada uma população de 1399, um aumento de 216 (18.3%).

## Geografia
De acordo com o United States Census Bureau tem uma área de
11,7 km², dos quais 11,7 km² cobertos por terra e 0,0 km² cobertos por água. Guntown localiza-se a aproximadamente 98 m acima do nível do mar.

## Localidades na vizinhança
O diagrama seguinte representa as localidades num raio de 20 km ao redor de Guntown.